# Adventures of Lolo
The Adventures of Lolo is een videospel dat werd ontwikkeld door HAL Laboratory. Het spel kwam in 1989 uit voor het platform Nintendo Entertainment System. Later volgde ook release voor de Virtual Console. Het spel gaat over prinses Lala die is gekidnapped door de slechtaardige demonen van het rijk. De speler speelt een bal genaamd Lolo en moet het kasteel proberen binnen te sluipen om de princes te bevrijden. Het spel is een puzzelspel en elk level bestaat uit een kamer van het kasteel. Het doel van elke kamer is alle harten verzamelen en in de kist te lopen naar het einde. Het spel heeft ook power-ups waarmee Lolo kan schieten en een blok kan breken. In totaal kent het spel 50 kamers.

## Platforms
| Jaar | Platform                                      |
| ---- | --------------------------------------------- |
| 1989 | NES                                           |
| 2007 | Virtual Console (Wii)                         |
| 2014 | Virtual Console (Wii U) Virtual Console (3DS) |

## Ontvangst
| Beoordeeld door                 | Jaar | Platform            | Score |
| ------------------------------- | ---- | ------------------- | ----- |
| Player One                      | 1990 | NES                 | 89%   |
| Quebec Gamers                   | 2004 | NES                 | 80%   |
| Jeuxvideo.com                   | 2010 | NES                 | 80%   |
| The Virtual Console Archive     | 2007 | Wii Virtual Console | 80%   |
| GamesCollection                 | 2010 | NES                 | 75%   |
| Electronic Gaming Monthly (EGM) | 1989 | NES                 | 75%   |
| The Video Game Critic           | 2003 | NES                 | 75%   |
| Game Freaks 365                 | 2007 | NES                 | 70%   |
| Mag'64                          | 2009 | Wii Virtual Console | 70%   |
| VideoGame                       | 1991 | NES                 | 60%   |